# 宮の前廃寺跡

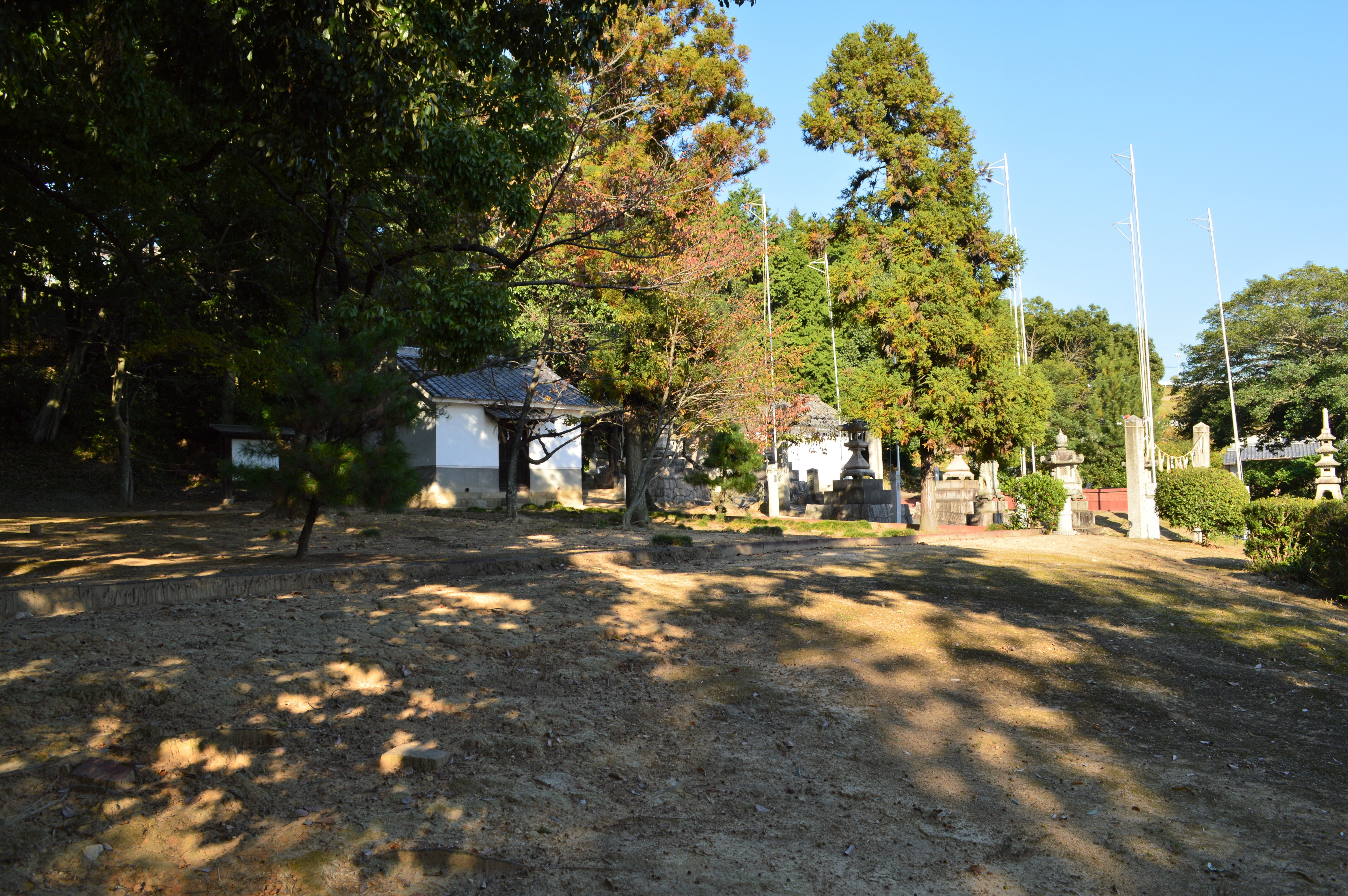
宮の前廃寺跡 伽藍全景左に金堂跡、右奥に塔跡。

宮の前廃寺跡（みやのまえはいじあと）は、広島県福山市蔵王町にある古代寺院跡。国の史跡に指定されている。

## 概要
奈良時代から平安時代にかけての仏教寺院遺跡で、現在では地元の蔵王八幡神社のある丘陵南斜面中腹にある参道脇に位置する。1950年及び1967年に行われた発掘調査によれば、東に塔を配し、西に金堂を配する法起寺式と呼ばれる伽藍の寺院で、塔跡（何層であったかは不明）は一辺12.7メートル、高さ1.2メートル、金堂跡は東西24.9メートル、南北14メートルであったことが確認された。また出土遺物には、奈良、平安時代の数種類の軒瓦、「紀臣和古女」「栗栖君」などの文字を陰刻した丸瓦・平瓦・せん仏などがある。現在では参道が塔跡と金堂跡の間にあるが、遺跡の残存状況も良好であるため、1969年に国の史跡に指定されている。

## 歴史
宮の前廃寺は、その名のとおり仏教寺院として存続しておらず、神社の境内に位置している。かつては「海蔵寺」の名の寺院であったといわれ、「日本霊異記」にある「深津市」、「法隆寺伽藍縁起并流記資財帳」にみる「深津荘」などの文献にある集落付近に建立されていたと考えられている。これは当地が備後国の国府の外港として栄えていた深津湾岸（近世までの郡名は「深津郡」）の港が存在していたとされており、律令時代の貴重な遺跡といえる。

## ギャラリー

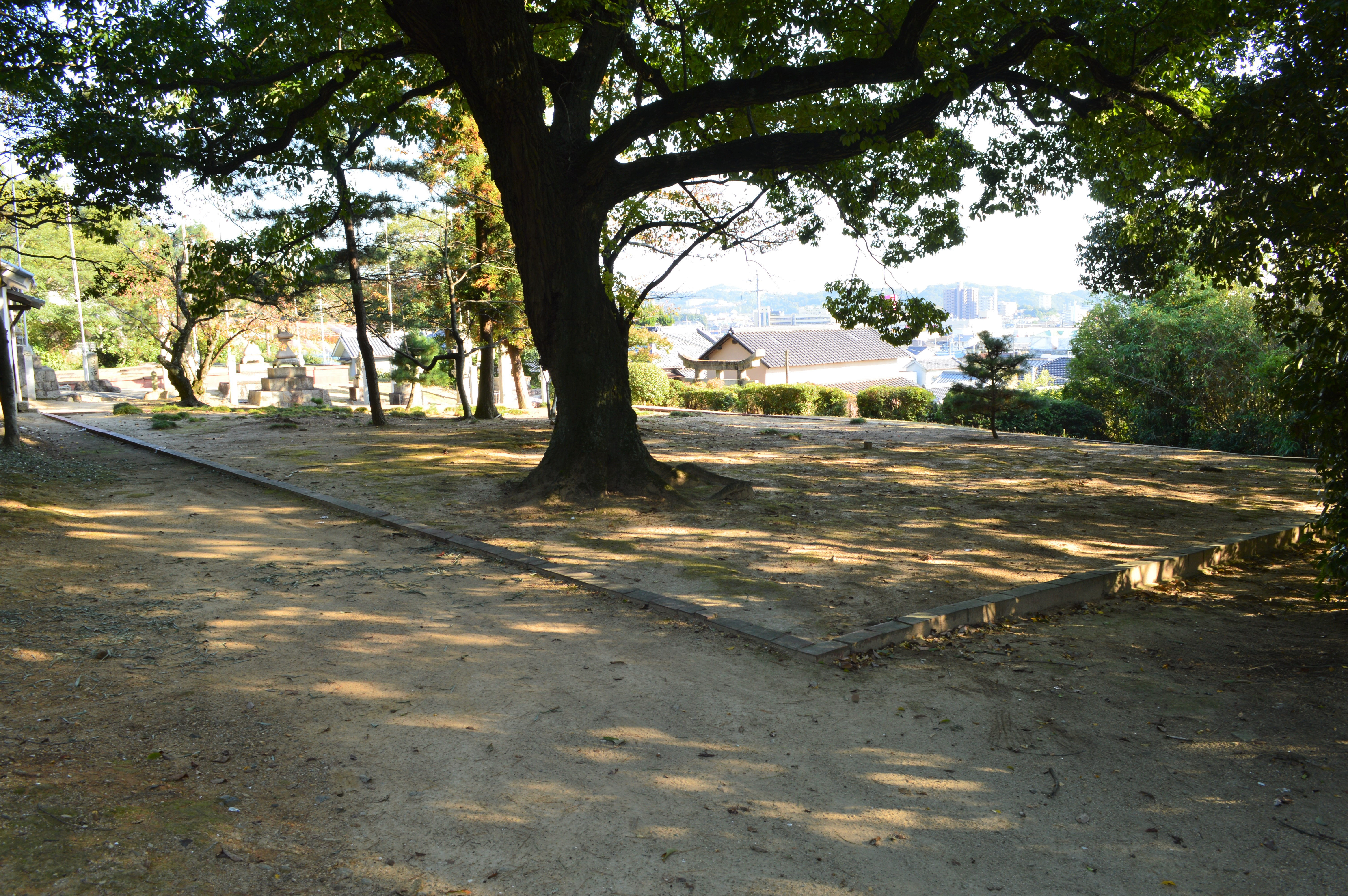
金堂跡
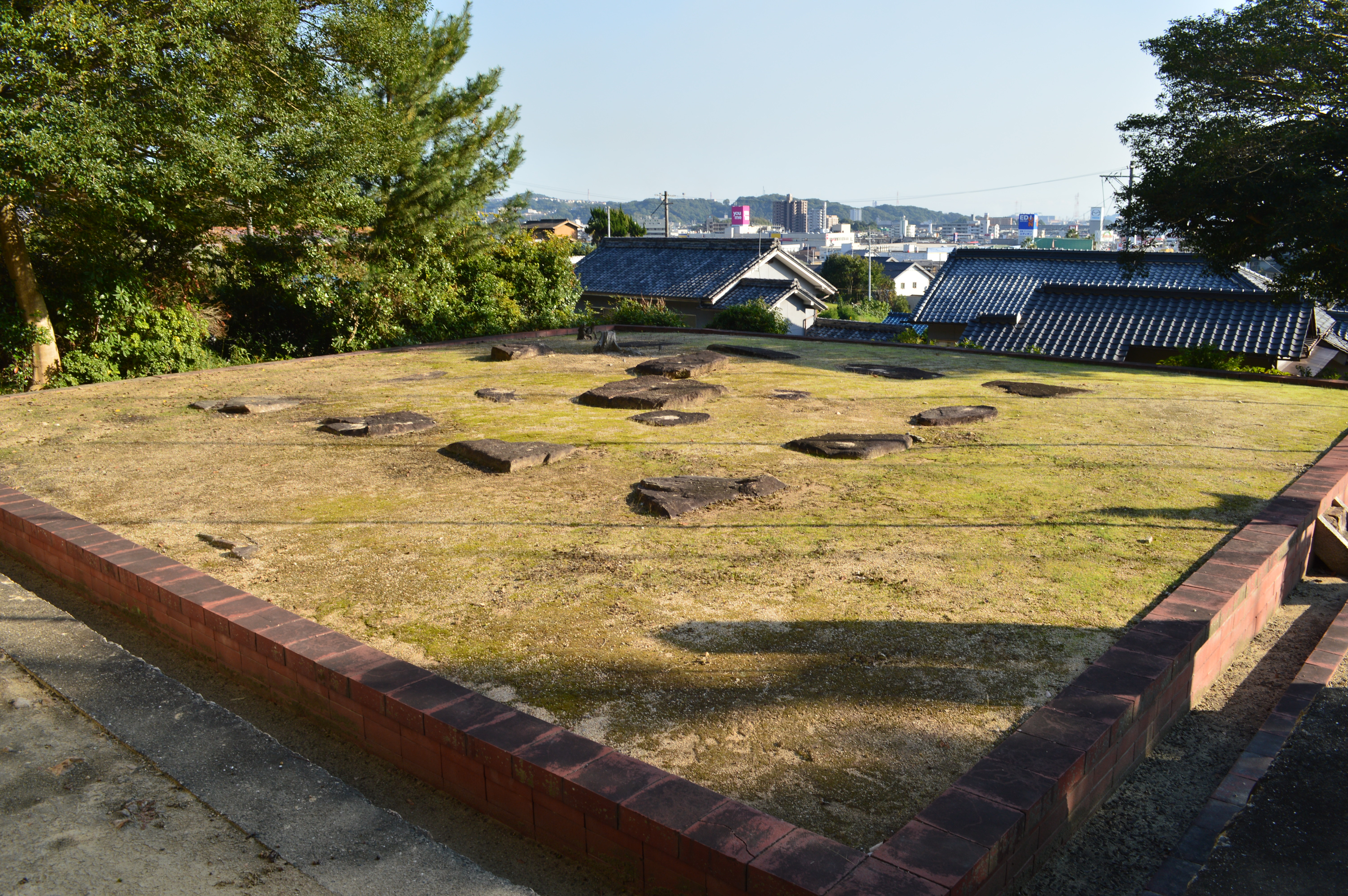
塔跡
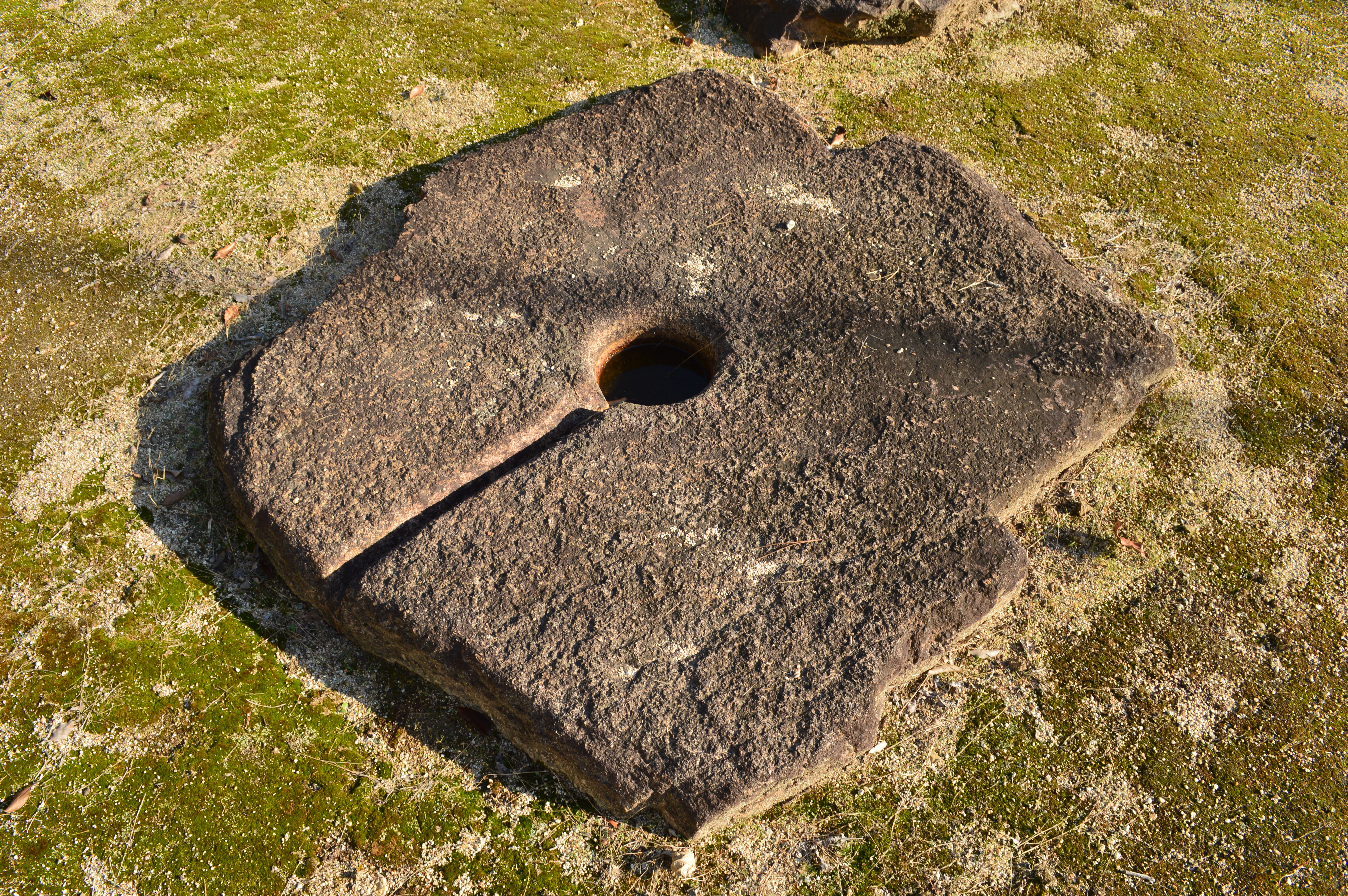
塔心礎